# Schwarzer Gürtelschweif
Der Schwarze Gürtelschweif (Cordylus niger) ist ein Schuppenkriechtier aus der Familie der Gürtelschweife. Der Artzusatz niger bezieht sich auf die melanistische (schwarze) Färbung. Ihr Melanismus hilft ihnen möglicherweise, in der relativ kühlen Küstenregion, in der die Art vorkommt, ihren Wärmehaushalt zu verbessern.

## Merkmale
Die Art ist charakteristisch vollständig schwarz (melanistisch) gefärbt. Manche Individuen zeigen undeutliche, dunkle Markierungen, insbesondere an den Flanken. Bei einer Studie von Cordes et al. (1995) mit 170 Exemplaren wurden Kopf-Rumpf-Längen von 55 bis 92 mm gemessen. Die unter dem Auge liegenden Schilde reichen, im Gegensatz zu Cordylus cordylus, bis zu den Lippen. Über die Körpermitte liegen 16 bis 22 Reihen gekielte Rückenschuppen. Die Ventralia (Bauchschuppen) sind in 10 Reihen angeordnet. Der Schwanz ist mit Stacheln versehen.
Nach Cordes et al. zeigen die Geschlechter keine nennenswerten Unterschiede in der Körpergröße, lediglich ein geringer Sexualdimorphismus des Kopfes (beim Männchen etwas länger und breiter) ist vorhanden. Bei den untersuchten Exemplaren waren mehr große Männchen vorhanden, möglicherweise weil die Weibchen langsamer wachsen. Die größten gesammelten Exemplare waren allerdings Weibchen. Die im englischen „generation glands“ genannten holokrinen Hautdrüsen an der Bauchseite der Oberschenkel sind nur bei den Männchen vorhanden.
An jedem Oberschenkel haben Schwarze Gürtelschweife 5–10 Femoralporen.

## Verbreitung, Lebensraum und Lebensweise
Der Schwarze Gürtelschweif ist ein Endemit der extremen südwestlichen Küstenregion der südafrikanischen Provinz Westkap. Dort kommt die Art in fünf isolierten Populationen vor: Zwei in Saldanha und je eine auf der Langebaan-Halbinsel und der Jutten-Insel, sowie die Hauptpopulation auf der Kap-Halbinsel. Der Schwarze Gürtelschweif kommt in dichten Kolonien in felsigen Gebieten vom Meeresspiegel bis in höchste Lagen vor. An das kühlere Klima des Lebensraumes durch das aufsteigende kalte Wasser im Atlantik ist die Art gut angepasst.
Nach Kot Untersuchungen ernährt sich die Art von Käfern, insbesondere von Mistkäfern im Sommer und Sandlaufkäfern im frühen Frühling. Daneben zählen Ameisen und Bienen zur Nahrung. Überraschender weise wurde nennenswert pflanzliches Material im Kot gefunden. Möglicherweise versehentlich beim Fressen von Gliederfüßer aufgenommen, lässt das hohe Vorkommen jedoch darauf schließen, dass der Schwarze Gürtelschweif im Sommer absichtlich Pflanzen verzehrt. Daneben fanden sich Anteile von Schaben, Zikaden, Spinnentieren und Schnecken im Kot, so dass die Untersuchungen auf eine generalistische Ernährung mit  Bevorzugung von Käfern hindeuten. Der Schwarze Gürtelschweif ist ovovivipar. Er ist Beute vom Felsenfalken, der Höhlenweih und der Kapkobra. Am frühen Morgen, vermutlich um die Wärme des Asphalts aufzunehmen, sind die Tiere auch auf Straßen unterwegs, wodurch viele Tiere durch den Verkehr getötet werden.

## Gefährdung und Schutz
Die IUCN stuft die Art als nicht gefährdet (least concern) ein und den Populationstrend als stabil. Die Art ist im Anhang II des Washingtoner Artenschutzübereinkommens gelistet. Sie ist in einigen Naturschutzgebieten zu finden, darunter beispielsweise Schaapen Island im West-Coast-Nationalpark.

## Systematik
Der Schwarze Gürtelschweif ist eine Art aus der Gattung Cordylus. Sie wurde 1829 von dem württembergisch-französischen Naturforscher Georges Cuvier erstbeschrieben. Später wurde sie zeitweise als Unterart oder schwarze Farbmorphe von Cordylus cordylus angesehen.